# Beurre d'escargot
Pour les articles homonymes, voir Beurre (homonymie) et Escargot (homonymie).
Ne doit pas être confondu avec le beurre à l'ail.
Le beurre d'escargot est une préparation culinaire traditionnelle de la cuisine française, à base de beurre à l'ail et de persillade, utilisée en particulier pour les escargots de Bourgogne de la cuisine bourguignonne.

## Histoire
En 1814, Talleyrand, président du gouvernement provisoire de 1814, ministre et chef de la diplomatie du roi Louis XVIII au moment de la Première Restauration, demande à son célèbre cuisinier bourguignon Marie-Antoine Carême (surnommé « roi des chefs et chef des rois ») de lui préparer des escargots lors d'un dîner donné en l'honneur du tsar Alexandre Ier de Russie, dans son hôtel de Saint-Florentin de Paris (mis à la disposition de ce dernier pendant son séjour en France). Il les farcit au beurre, à l'ail et au persil, qu'il fait cuire et fondre au four, et les baptise « escargots à la bourguignonne » avec un important succès gastronomique et diplomatique,,,. La recette est depuis un des emblèmes de la cuisine bourguignonne et de la cuisine française.

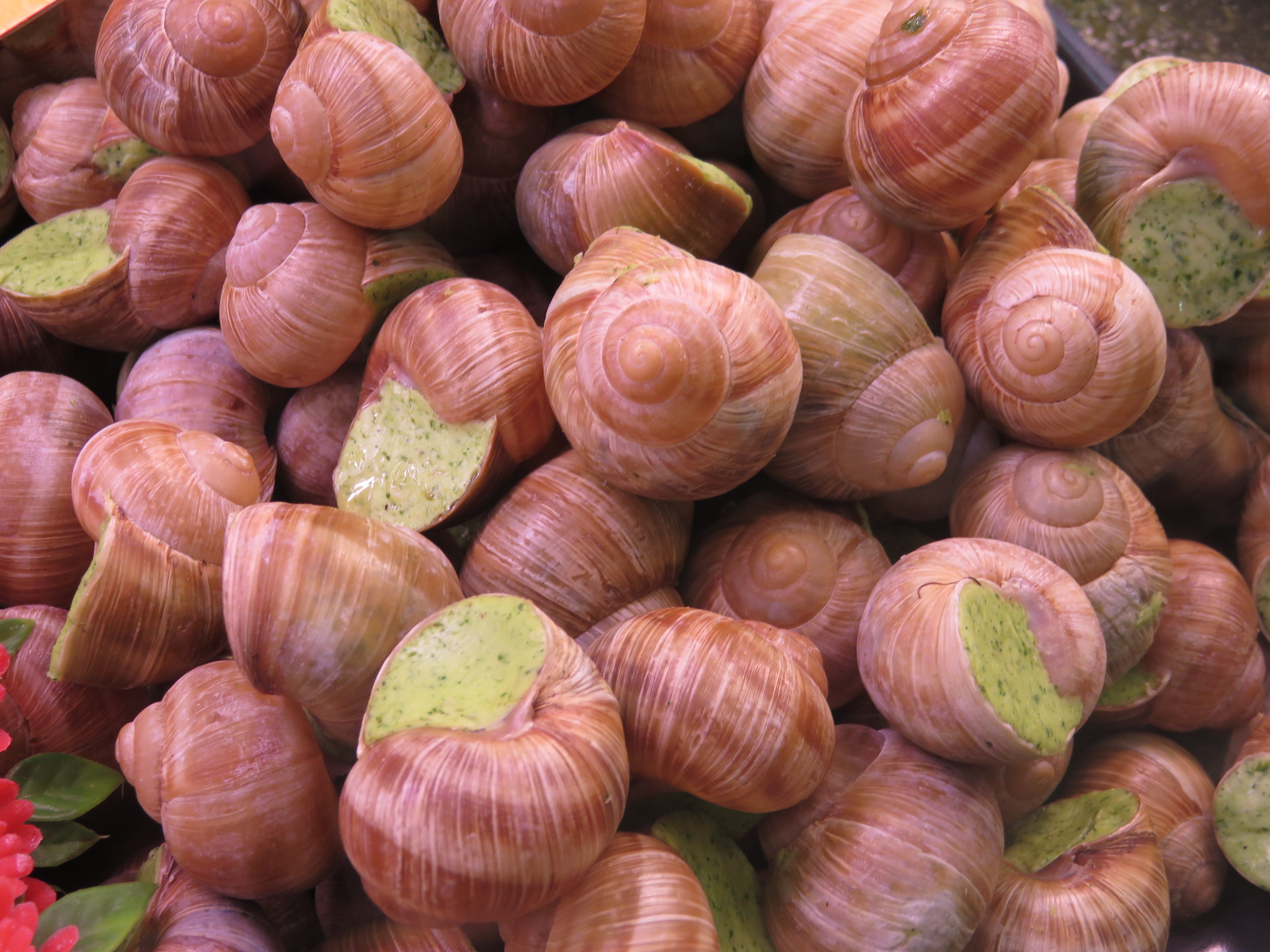
Avant cuisson.
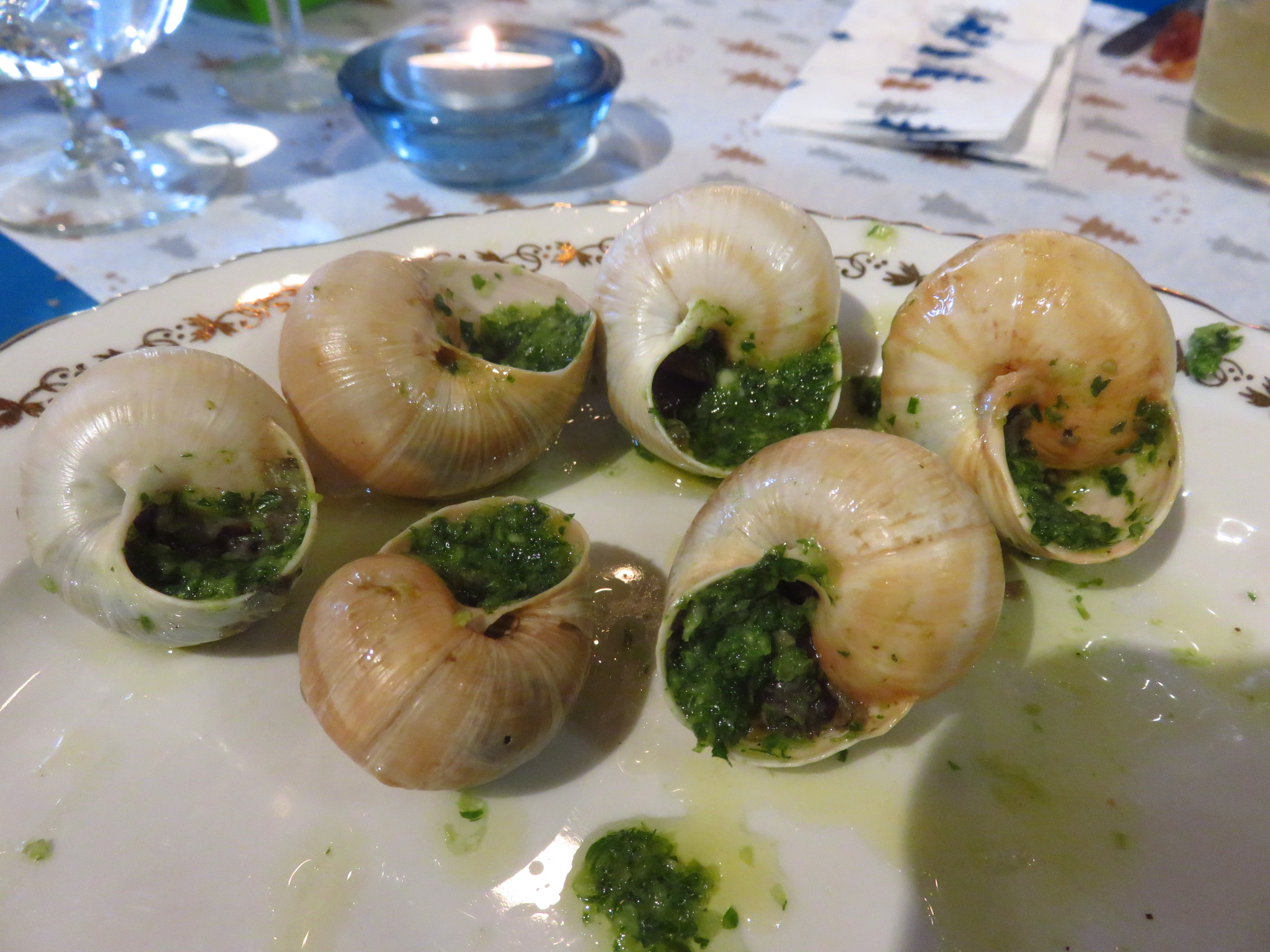
Après cuisson.

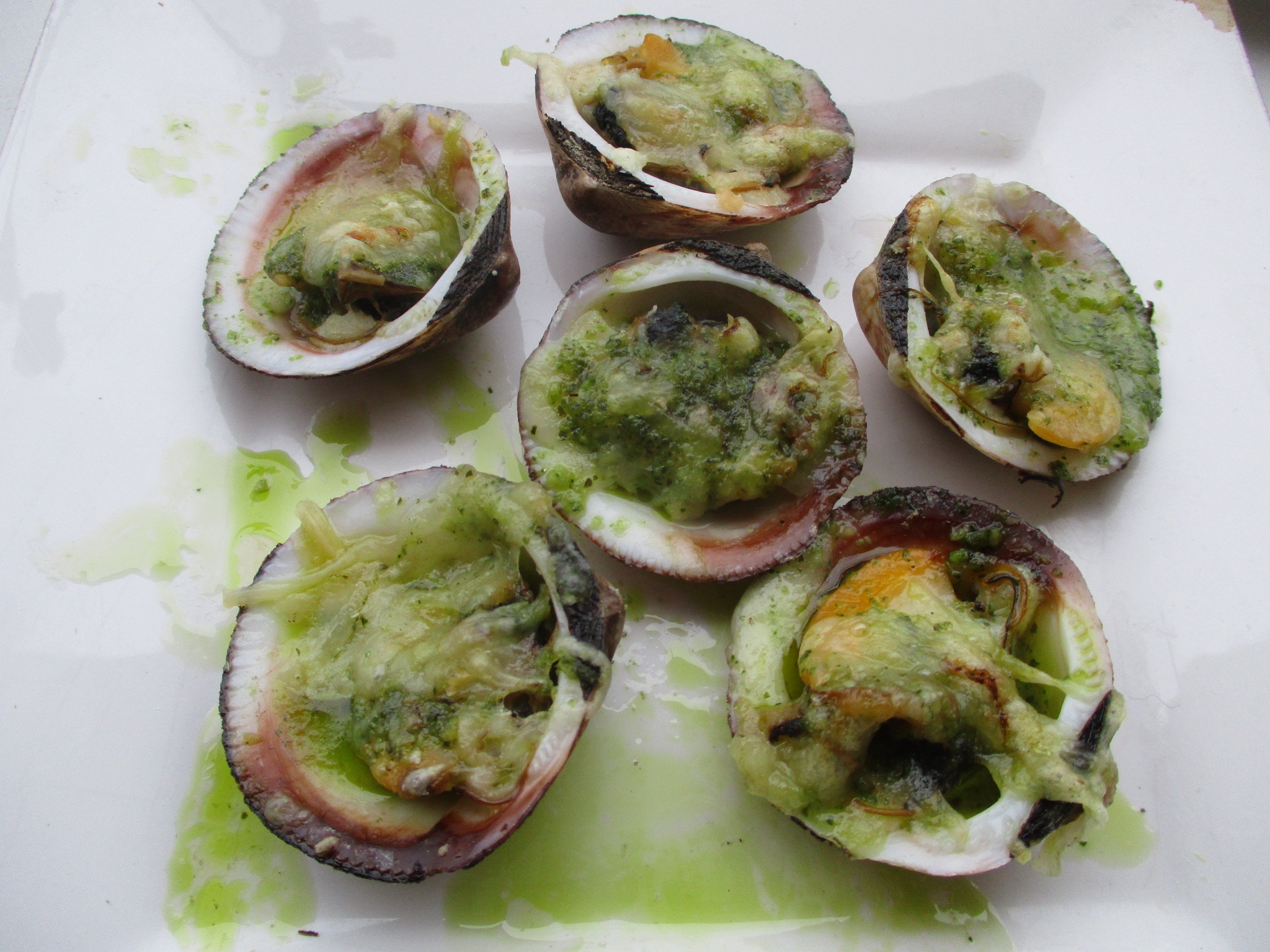
Amandes de mer gratinées.
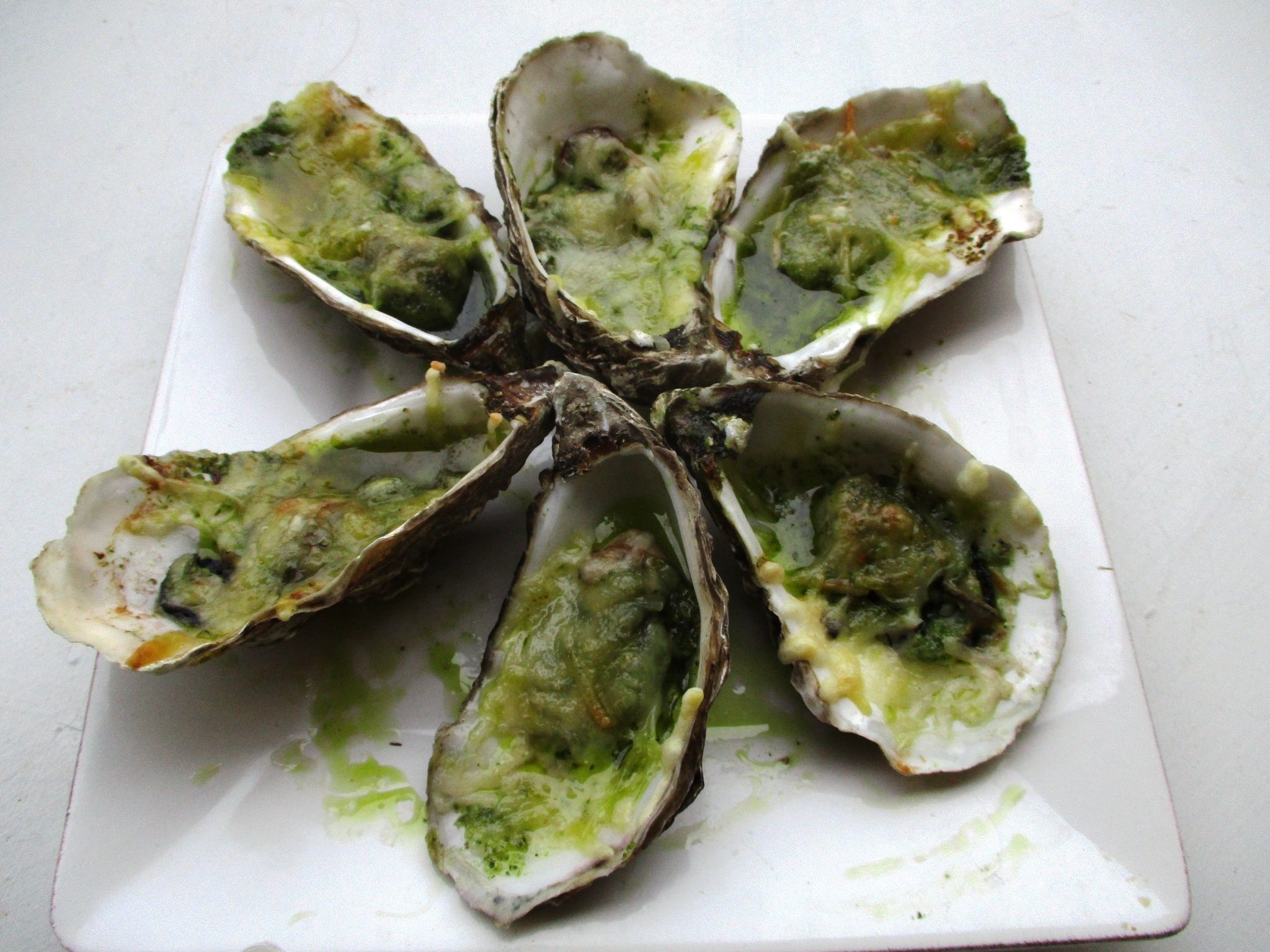
Huîtres gratinées.

Le beurre d'escargot est réalisé à base de beurre ramolli environ une heure à température ambiante, mélangé de façon homogène avec de l'ail (ou échalote) et du persil haché, sel et poivre. Il est facile à réaliser et pratique à conserver en rondin congelé dans un film plastique.
Ce classique de la cuisine française peut agrémenter de nombreuses recettes à base de viandes, poissons, fruits de mer, coquillages et crustacés, moules, pâtes, riz, légumes et pommes de terre, tomates à la provençale, champignons, omelette.

## Quelques variantes
- Beurre à l'ail
- Beurre maître d'hôtel : beurre, persil, citron
- Persillade